# Стендинг, или Правила приличия по Берюрье
Стендинг, или Правила приличия по Берюрье (фр. Le standinge selon Bérurier), в переводе А. Мигачёва «Стандинг, или Правила хорошего тона в изложении главного инспектора полиции Александра-Бенуа Берюрье» — книга французского автора Фредерика Дара, написанная под псевдонимом Сан-Антонио, сатирический юмористический детектив.

## Краткое содержание
Книга повествует об очередных похождениях двух коллег: парижского детектива Сан-Антонио, имеющего некоторые черты Джеймса Бонда, но более близкого к реальности и лишённого присущих Бонду  гаджетов и его подчинённого инспектора Александра-Бенуа Берюрье, современного Гаргантюа, выходца из французской глубинки, малообразованного, но не лишённого практической сметки, достаточно наивного простака.
Детективный сюжет книги прост: коллеги расследуют убийство курсанта в Высшей школе полиции. Но собственно сюжет в книге является средством, а не целью повествования. Ценность книги заключается в другом: лекции и рассуждения Берюрье, пронизанные юмором, сан-антониоизмами, вульгарностью, но при этом отражающие простые жизненные ценности для обычного человека.
В Высшей полицейской школе совершено убийство курсанта и Сан-Антонио получает задание его раскрыть. В это же время, Берюрье, отправивший жену на курорт, знакомится с графиней, представительницей высшего общества и завязывает с ней роман. Однако графиню не устраивают люмпенские манеры Берюрье и она берётся за его перевоспитание. Сам Берю, находясь под впечатлением от графини, не прочь улучшить свои манеры и войти в высший свет, как он себе его представляет. Вообще, одной из черт Берюрье во всём цикле книг о нём, является его определённая склонность к позёрству и желание встать вровень с образованными интеллигентными людьми, к чему он прилагает усилия, однако эти усилия всегда - в силу необразованности Берюрье, его интеллектуального уровня, образа жизни - выглядят наивно и никогда не приводят к успеху. Берюрье полагает, что у него появился хороший шанс для осуществления собственных (хотя и размытых) стремлений, и приступает к изучению давно устаревшего пособия по этикету.
Сан-Антонио придумывает план, в соответствии с которым расследование предполагается произвести тайно, для чего коллеги должны проникнуть в полицейскую школу изнутри, в качестве курсантов или преподавателей. Он добивается того, что Берюрье назначается в школу в качестве преподавателя факультативного курса хороших манер. О том, что преподавание — только ширма для расследования, Берюрье в известность не поставлен, и принимает назначение за чистую монету. Сам Сан-Антонио, изменивший внешность, зачисляется в школу в качестве курсанта.
Книга в целом представляет собой курс лекций по хорошим манерам в изложении Берюрье, перемежающийся описанием расследования, которое по замыслу автора явно имеет подчинённую роль. Наивный простак Берюрье совершенно серьёзно относится к своим обязанностям, полагая что уже более чем достаточно изучил старинное пособие, предназначенное для высших кругов общества. Однако Берюрье находит догмы, изложенные в учебнике выпуска начала XX века несколько консервативными. Относясь к ним с неизменным уважением и даже определённым пиететом, Берю тем не менее в своих лекциях даёт им иную интерпретацию и излагает их в соответствии со своими убеждениями - убеждениямм необразованного толстяка, ненасыстного пьяницы и обжоры, простодушного человека из низов. Как ни странно, видение хороших манер в изложении Берюрье оказывается гораздо ближе обычному человеку. Его рекомендации лишены рамок и условностей, и могут показаться излишне вульгарными для деликатных людей, но при этом они несоизмеримо добрей, честней и наконец, практичней.
Как и другие произведения Сан-Антонио, книга насыщена юмором, сарказмом, игрой слов, которые достаточно удачно переданы в переводах. Книга, наряду с книгой История Франции глазами Сан-Антонио, является наиболее ярким представителем оригинального писательского стиля Фредерика Дара.
На русском языке книга издавалась в переводах в 1992, 1994, 2004, 2009 году.

## Цитаты
- «…Открываю дверь такси как раз, когда одна дама открывала вторую, и мы хором кричим: Улица Помпы!». Смотрим друг на друга и ржем. С первого взгляда я понял, что это светская дама. Тогда я, а ты знаешь, как я галантен: вместо того, чтобы её послать, а я вполне мог это сделать, прикинь, во-первых, я мужчина, во-вторых, полицейский, короче, я ей говорю бархатным голосом на воздушной подушке: «Дорогая мадам, раз уж нам надо в одну сторону, прокатимся вместе».
- «Молодой человек должен сам идти на контакт со своим предком. Когда проходит время порки ремнем, стоптанных башмаков, когда мальчик вырастает из своих коротких штанов и на верхней губе у него начинает отрастать пушок, он должен полностью изменить свои взгляды на отношения в семье. Надо, чтобы он доверялся своему папаше, делился с ним своими тайнами, рассказывал ему о своих проделках, любовных приключениях и своих неприятностях. Если он подцепил триппер, то должен немедленно сказать об этом отцу. Учитывая, что с отцом это тоже случалось, в этом нет ничего постыдного.»
- - Я бы хотел поговорить с вами о выборе имени. Это вроде бы просто, но, по моему мнению, нужно быть разборчивым, как и во всём остальном. Многие родители используют свою фамилию, чтобы сделать каламбур. Они на это положили, потому что расхлёбывать придётся не им, а пацану. Послушайте, если вас зовут Зуймазер, не называйте своего шпрота Поль, и не надо ставить опыты с именем Ив, если ваша фамилия Сажу, с именем Жо, если фамилия Полиз или Полаз.
- - Я помню, как умирала моя мать, - шепчет он. У неё впервые случился удар, и я отправился в больничку. Я впервые видел её в таком месте. Она не знала, как это делается, мамуля, она выглядела как в гостях: ей было неудобно. Когда медсестра ставила ей термометр или давала микстуру, у неё была виноватая улыбка, весь её вид говорил: "Не сердитесь на меня"...Я не понимал, почему и как я мог бросить её на целые годы, и только посылал ей открытку на Рождество или по случаю отпуска...Она умерла через неделю, когда случился другой приступ. Меня там не было. Прознав об этом, я мысленно повторил наш разговор. Я понял, что в этом блядском мире, ребята, ничего не бывает просто так. Если моя мать провела что-то вроде репетиции перед тем, как умереть, это для того, чтобы меня подбодрить. Чтобы сказать мне перед тем, как уйти в другой мир, не стоит так уж страшиться отдавать концы; всё идёт хорошо! Теперь я знаю. Вот только, чтобы уразуметь такое, нужно быть хорошим сыном, вы понимаете? Нужно, чтоб сердцем ты чувствовал связь, всегда, всегда...